# Карлі Пайпер
Карлі Пайпер (англ. Carly Piper, 23 вересня 1983) — американська плавчиня.
Олімпійська чемпіонка 2004 року.
Призерка Чемпіонату світу з плавання на короткій воді 2006 року.
Переможниця Панамериканських ігор 2003 року.